# D
Буквата D е четвъртата буква от латинската азбука. Тя се използва във всички езици, използващи латиницата. В повечето случаи буквата обозначава звука /d/ – звучната венечна преградна съгласна. Кирилският еквивалент на буквата е д.